# Cazin
Cazin er en by i det nordvestlige Bosnien-Hercegovina, med et indbyggertal på  på ca. 62.000  (pr. 2007)  Byen ligger i kantonen Una-Sana, tæt ved grænsen til nabolandet Kroatien.
- Wikimedia Commons har flere filer relateret til Cazin

1. ↑  www.statistika.ba (fra Wikidata).